# María Casanova
María Casanova (1 de enero de 1950) es una actriz y periodista española.

## Biografía

### Cine
Actriz habitual en las primeras películas de José Luis Garci, debutó en el cine interpretando a las órdenes de este director el cortometraje Tiempo de gente acobardada (1976). Fue la primera de las siete películas que rodaron juntos. Seguirían, con sendos papeles secundarios, Asignatura pendiente (1977) y Solos en la madrugada (1978). En Las verdes praderas (1979) Garci le asigna el papel protagonista de Conchi, un ama de casa de clase media casada con un frustrado Alfredo Landa, que pasan los fines de semana en su burgués chalet en la sierra. María sería igualmente la principal intérprete femenina en El crack (1981) y El crack II (1983), de nuevo con Landa, y en Sesión continua (1984), con Adolfo Marsillach y Jesús Puente. Sería esta la última película que rodase con Garci y también su penúltima interpretación cinematográfica. 
En 1987 trabajó a las órdenes de Mario Monicelli en Los alegres pícaros. Antes lo había hecho con, entre otros directores, Antonio Mercero en Tobi (1978), José María González Sinde en Viva la clase media (1980), Mariano Ozores en Padre no hay más que dos (1982), El currante (1983) y El pan debajo del brazo (1984) y Rafael Gil en De camisa vieja a chaqueta nueva (1982) y Las autonosuyas (1983).

### Televisión
En 1985 es contratada por Televisión Española para, junto al sacerdote Jorge Casero, acompañar a María Teresa Campos en la presentación del magacín diario La tarde. Tras la salida de sus compañeros María Casanova presentó el que era uno de los programas con mayor aceptación de la cadena hasta entrado el año 1986. Posteriormente, en 1989 se hizo cargo del espacio religioso Últimas preguntas.

### Prensa
Tras sustituir a Concha García Campoy en el magacín de la Cadena SER A vivir que son dos días en el verano de 1993, durante los últimos años su actividad profesional se ha centrado en el mundo del periodismo, aunque continuó vinculada al cine, trabajando como comentarista en la revista Cinemania hasta 2006.